# Ammoecius terminatus
Ammoecius terminatus är en skalbaggsart som beskrevs av Edgar von Harold 1869. Ammoecius terminatus ingår i släktet Ammoecius och familjen Aphodiidae. Inga underarter finns listade i Catalogue of Life.